# Glorieuses de Bresse
Pour les articles homonymes, voir Bresse (homonymie).
Les Glorieuses de Bresse sont des concours français agricoles organisés traditionnellement en décembre et se déroulant dans quatre communes de la Bresse. Trois d'entre elles sont situées dans l'Ain : Montrevel-en-Bresse, Bourg-en-Bresse et Pont-de-Vaux. Louhans sa capitale est quant à elle située, en Saône-et-Loire.
En 2024, la Glorieuse de Pont-de-Vaux fêtera sa centième édition.

## Présentation

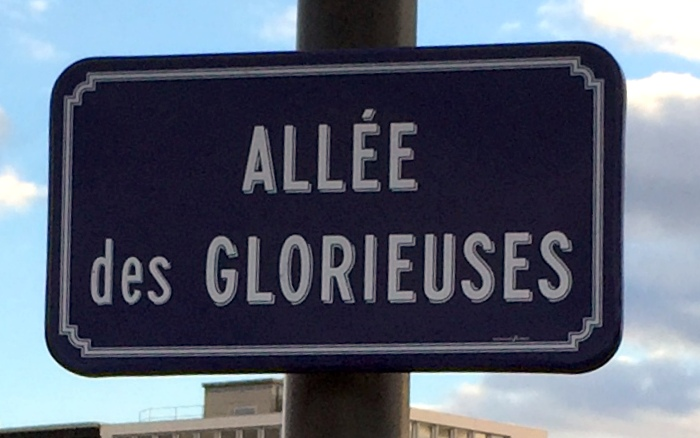
Allée des Glorieuses à Bourg-en-Bresse.

L'objet des quatre concours est de distinguer et de classer qualitativement des volailles de Bresse (chapon, poularde, dinde et poulet de Bresse). Cette réunion de quatre concours agricoles existe depuis le 23 décembre 1862,. L'édition 2022 est la 160e édition.
Plusieurs critères visuels sont mis en œuvre pour déterminer l'excellence d'une volaille : les caractères d'identification de la Volaille de Bresse (pattes bleues, plumage blanc), le mode de présentation original des volailles grasses, l'homogénéité du lot, l'état d'engraissement et l'absence de griffure, l’œil et l'emmaillotage. L’emmaillotage est également appelé "roulage". C'est une technique ancestrale qui permet de protéger et conserver la volaille en l'enroulant dans une toile végétale très fine après avoir été abattues, plumées et lavées.
À la suite de la compétition, les volailles sont mis en vente directement par les éleveurs. Le premier prix remis est historiquement le Vase de Sèvres du Président de la République en fonction.

## Les Glorieuses à l'heure des stars
Depuis de nombreuses années maintenant, les Glorieuses de Bresse et particulièrement celle de Louhans, la capitale de la Bresse est devenue un passage obligé pour de nombreuses stars comme Carole Bouquet, Claude Chabrol, Antoine Duléry ou encore Gérard Depardieu et Laurent Gerra.

L'acteur Gérard Depardieu et le réalisateur Claude Chabrol en visite sur un élevage de Volailles de Bresse.
L'humoriste Laurent Gerra remettant un prix lors de la Glorieuse de Louhans.
Le Journaliste Harry Roselmack en visite sur un élevage de Volailles de Bresse.
L'actrice Carole Bouquet lors de la Glorieuse de Louhans.

Autres que les stars, les glorieuses attirent également à chaque édition de nombreux journalistes et médias venus du monde entier ainsi que des personnalités du gouvernement comme le Ministre de l'Agriculture.